# Daewoo Lanos
Daewoo Lanos (также выпускался под брендами Chevrolet/FSO/ZAZ Lanos, ZAZ Chance, Daewoo/ZAZ Sens и Doninvest Assol, код кузова T100 и T150) — семейство субкомпактных автомобилей (седан, трёхдверный хетчбэк и пятидверный хетчбэк), разработанное и производившееся сначала южнокорейской компанией Daewoo, а затем концерном General Motors на различных предприятиях с 1996 по 2020 год. В модельном ряду Lanos сменил Daewoo Nexia.
Lanos был впервые представлен на Женевском автосалоне в 1997 году под брендом Daewoo. Сборка была налажена в Южной Корее для внутреннего рынка и на заводе FSO в Польше для европейских стран. С 1998 года начался выпуск модели на Запорожском автозаводе на Украине и на Таганрогском автозаводе ФПГ «Донинвест» в России (под названием «Донинвест Ассоль» / Doninvest Assol, производство прекращено в 2000 году). В 1998 году небольшую опытную партию для отработки производства произвёл другой завод принадлежавший ФПГ «Донинвест» - «Красный Аксай».
Со вхождением Daewoo в концерн General Motors в 2002 году автомобиль начали продавать под маркой Chevrolet. Когда в 2008 году был остановлен выпуск Lanos в Польше, единственным производителем модели оставался украинский ЗАЗ. Производство модели на нём завершилось в декабре 2017 года.

## История

### Разработка (1992—1997)
Всё началось в конце 1992 года, когда перестало существовать совместное предприятие Daewoo и американского концерна General Motors. После этого в Daewoo было принято решение собственными силами разработать новые модели на замену старым и стать глобальным производителем автомобилей. В частности, компания желала повторить успех автомобиля LeMans, разработанного вместе с GM в 1986 году. Программа разработки модели Lanos была начата осенью 1993 года со сравнительного исследования конкурирующих автомобилей двадцати различных производителей, по итогам которого модели Toyota Tercel, Opel Astra и Volkswagen Golf были названы самыми главными конкурентами. Одновременно с Lanos началась разработка моделей Nubira и Leganza.
Непосредственно проектирование новой модели началось в мае 1994 года. Lanos был спроектирован в сотрудничестве с рядом авторитетных немецких и английских инжиниринговых компаний научно-исследовательским центром Daewoo в Уокинге. В разработке участвовали следующие компании: Rochester Products Division (двигатель), Delco Electronics (тормоза, включая ABS), GM Powertrain Europe (автоматическая коробка передач), Italdesign (кузов, структурный анализ, электрооборудование, изготовление опытного образца), PARS Passive Rückhaltesysteme GmbH (подушка безопасности) и Porsche (концепт-кар — диагностика, структурный анализ, подвеска и компоненты тормозной системы, экспериментальное производственное наблюдение). Дизайн кузова был разработан знаменитым итальянским ателье Italdesign под руководством Джорджетто Джуджаро. Его дизайн был выбран по итогу конкурса, в котором участвовало 4 варианта внешнего вида автомобиля. В проектирование модели было суммарно вложено 350 миллиардов вон.
К концу 1995 года уже было изготовлено 150 опытных образцов. Программа развития модели включала в себя множество тестов в различных местах. Испытание на безопасность включало проверку устойчивости и надёжности работы на больших скоростях, которая проходила на полигоне технического центра в Вортинге (Великобритания), а также тестирование тормозов на горе Гросглокнер в Австрии. Низкотемпературное тестирование проводилось в Канаде, Швеции и России (в Москве и Хабаровске), а высокотемпературное — в США (Долина Смерти), Омане (Назва), Австралии (Алис-Спрингс), Испании (Барселона) и Италии (Нардо). Двигатели, частично скопированные у Opel, доводили специалисты инжинирингового подразделения Porsche. Согласно официальному пресс-релизу Daewoo, на Lanos с самого начала возлагали большие надежды, поскольку именно он должен был вывести Daewoo на мировой уровень.

### Серийная модель (1997)

#### Южная Корея

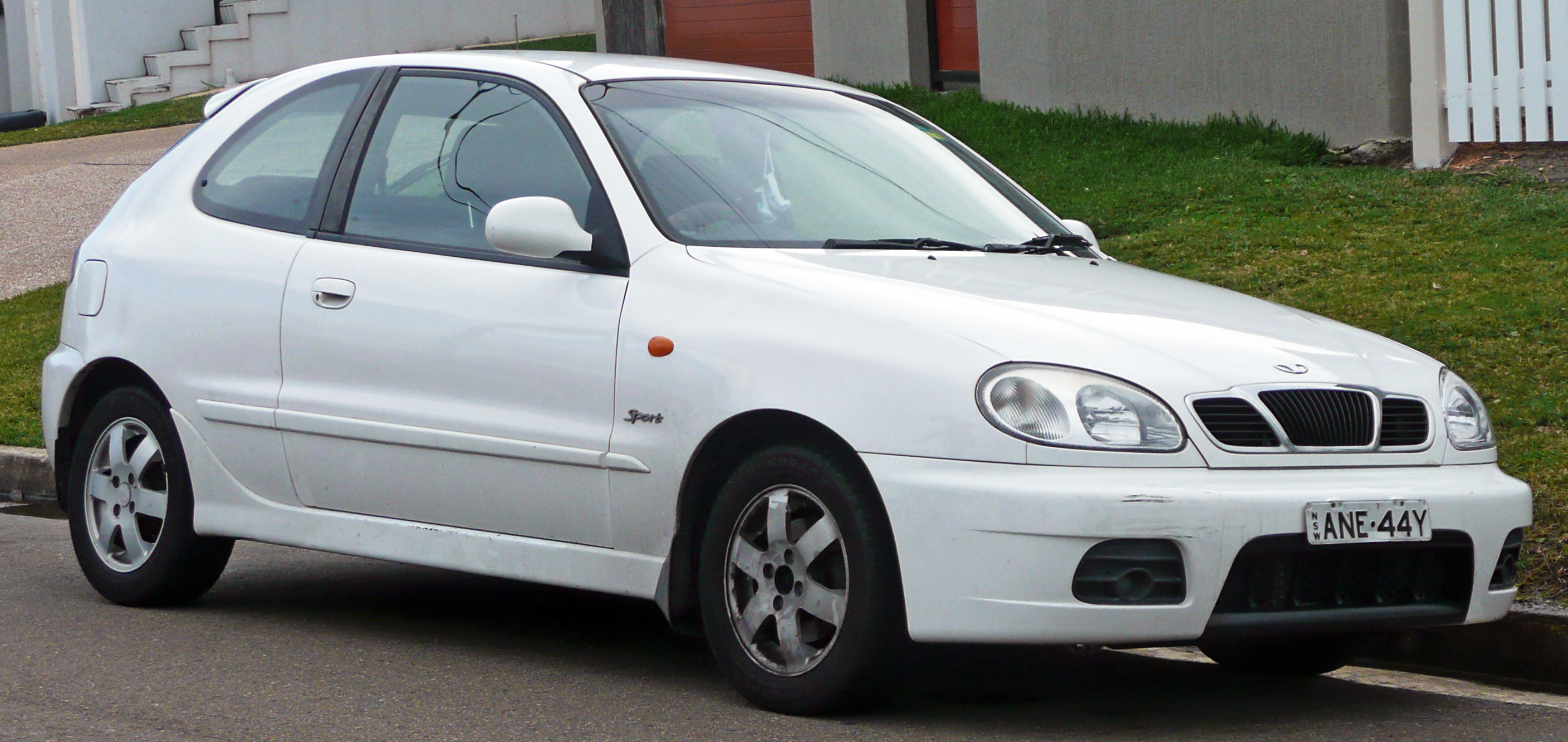
Трёхдверный Lanos Hatchback T150 для австралийского рынка в комплектации Sport

Ставший первым разработанным без участия GM автомобилем Daewoo, Lanos был анонсирован 29 октября 1996 года. 12 ноября были опубликованы цены на модель: от 6 195 000 вон в комплектации с двигателем объёмом 1,5 литра до 8 125 000 вон в комплектации с двигателем DOHC, кондиционером и АКПП. Официальная презентация Lanos в Сеуле состоялась 15 ноября 1996 года, продажи на южнокорейском рынке начались на следующий день. Модель сразу же привлекла внимание покупателей: в первый день продаж было получено 6709 заказов на новую модель. К концу года доля Daewoo на рынке малолитражных автомобилей за счёт новой модели повысилась с 10 до 27,3% (сама компания ожидала дальнейший рост до 40%). Lanos оживил целый сегмент автомобилей: если в октябре 1996 года было продано около 15 000 машин B-сегмента, то в ноябре это число превысило 20 000 машин.
После финансового кризиса 1997 года, сильно ударившего в том числе и по автомобильным заводам, Daewoo вновь обратилась к General Motors для возобновления сотрудничества с целью спасения от банкротства. В феврале 1998 года было заключено соответствующее соглашение, в результате чего к GM вернулись акции, что концерн продал за шесть лет до этого. 

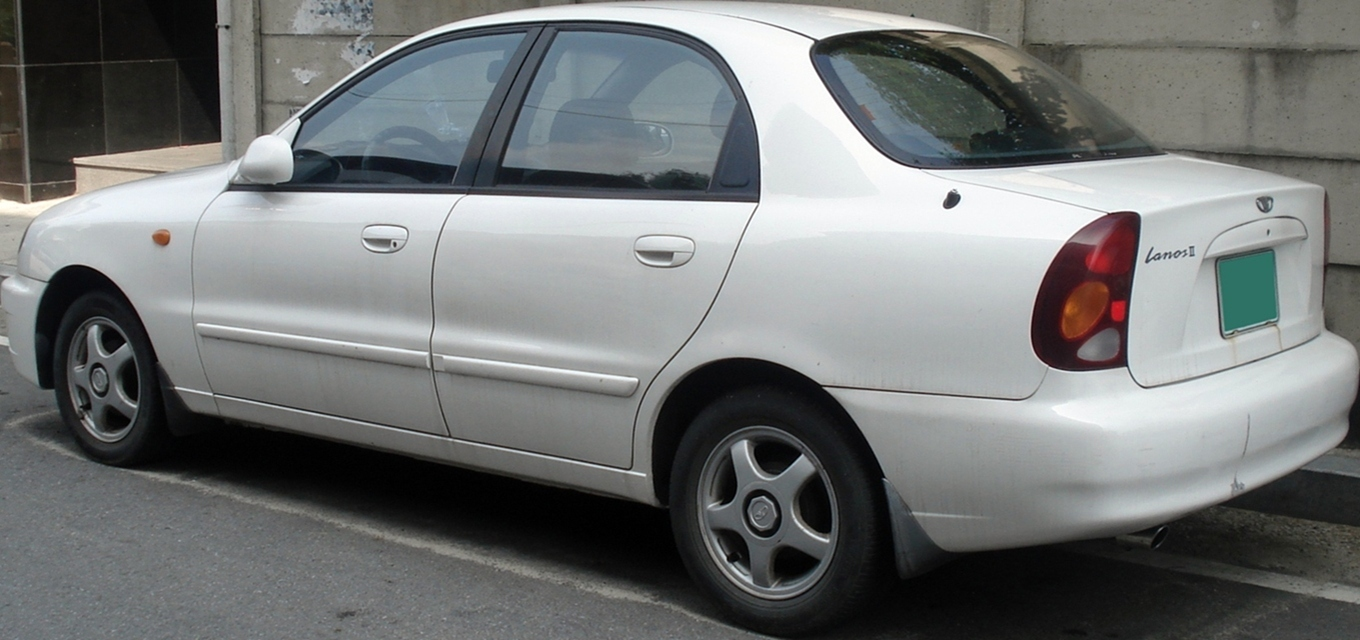
Рестайлинговая модель (T150) (2000)

В 1999 году после очередных финансовых проблем Daewoo решила перейти к небезопасной финансовой схеме: компания увеличила производство автомобилей, продавая их в кредит в рассрочку, при этом общая сумма выплат по кредиту за счёт «выгодных» условий не покрывала себестоимость автомобиля, составляя примерно 40% от неё. И хотя количество заказов на увеличивалось, подобная политика приводила к снижению конкурентоспособности на рынке. После того, как подобную схему поддержали главные конкуренты Daewoo, Kia и Hyundai, некоторые южнокорейские лица стали бить тревогу, поскольку это привело ещё и к убыткам автопроизводителей и к росту их долгов (у Daewoo он к октябрю 1999 года составлял 14 триллионов вон).

#### Украина

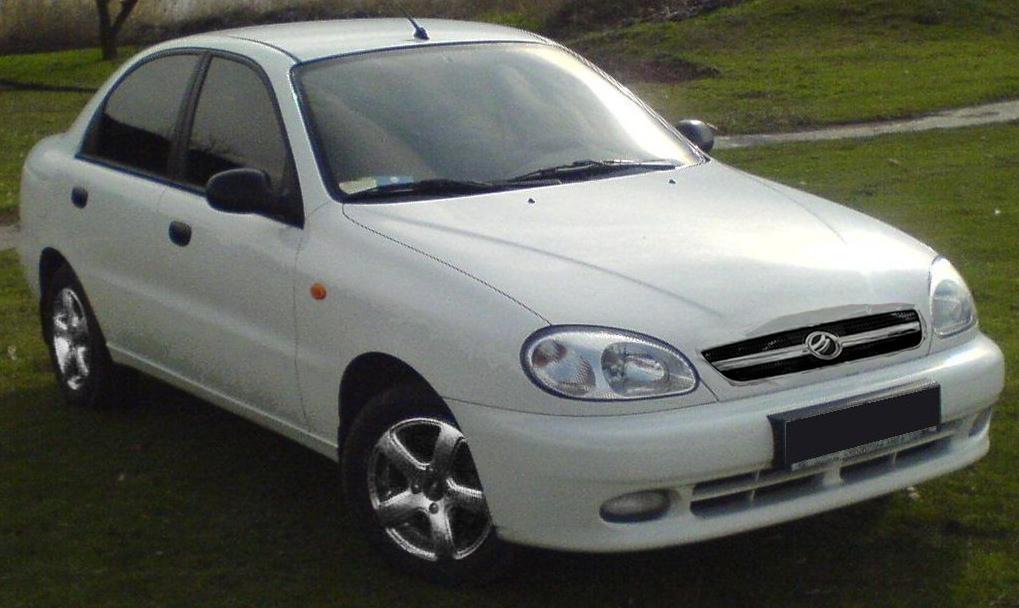
Sens (T150) производства ЗАЗ

C 1998 года крупноузловую сборку «Ланоса» первого поколения наладили на Украине (в Черноморске) на СП «АвтоЗАЗ-Деу». С 2000 года в Польше началось полномасштабное производство Daewoo Lanos, и уже в 2001 году комплекты для сборки этой модели на Украине стали приходить с завода FSO.
30 апреля 2002 года General Motors заплатила 251 млн долларов за 42,1 процента акций предприятия Daewoo. В октябре 2002 года была создана компания General Motors Daewoo Auto & Technology (GM DAT, GM Daewoo). В том же году появилась новая модель Daewoo Lanos второго поколения (заводской индекс T150). Автомобиль был подвергнут рестайлингу и в ряде территорий (в том числе в России) начал продаваться под брендом Chevrolet. В результате рестайлинга на автомобиле изменилась форма крышки багажника, облицовки радиатора и задних крыльев. Кроме этого изменились формы внутренних ручек и обивок боковых дверей, а также форма задних фонарей. Одновременно с этим был прекращён выпуск «Ланоса» в Корее, где вместо него стал выпускаться Chevrolet Aveo.
В 2003 году УкрАвто подписала соглашение с GM Daewoo о создании на ЗАЗе полномасштабного производства моделей Lanos мощностью до 90 тыс. штук в год, включающего не только сварку, окраску и сборку, но и штамповку кузова. С декабря 2004 года автомобили с индексом T100 и последнее поколение Lanos (T150) собирались на ЗАЗ с использованием комплектующих из Польши, Южной Кореи и Румынии. В частности, до последней декады ноября 2007 года двигатели поставлялись Кореей и польским автозаводом FSO; но после введения более высоких экологических стандартов двигатели, соответствующие нормам Евро-3, стали поставляться из Румынии.
В 2008 году в России началась продажа Chevrolet Lanos с новым двигателем. Дело в том, что силовой агрегат, который устанавливался ранее, не соответствовал экологическим нормам Евро-3. И для того, чтобы удовлетворять этим стандартам (они вступили в действие с января 2008 года), Lanos получил новый румынский мотор производства компании DWAR (эта фирма принадлежала концерну GM).
С 2004 года полностью прекращено производство Lanos в версии с 3-дверным кузовом. C конца 2008 года прекращено производство модели Lanos в Польше, однако в продаже всё ещё встречаются автомобили 2012 года выпуска польской сборки, выпущенные в Бохуме (Германия). С сентября 2008 года Lanos стал сугубо украинским автомобилем, по всем производственным признакам локализации. На ЗАЗе велась штамповка, сварка, окраска кузовов, сборка автомобилей, а для моделей с двигателями 1,3 и 1,4 л и производство силового агрегата МеМЗ. С 2008 года автомобиль продавался в различных странах под различными брендами: Daewoo, ЗАЗ, Chevrolet. В том же году Запорожский автозавод начал поставки машинокомплектов Lanos в Египет для крупноузловой сборки на местном заводе GM Egypt. 29 ноября 2017 производство ZAZ Lanos было прекращено.

#### Польша

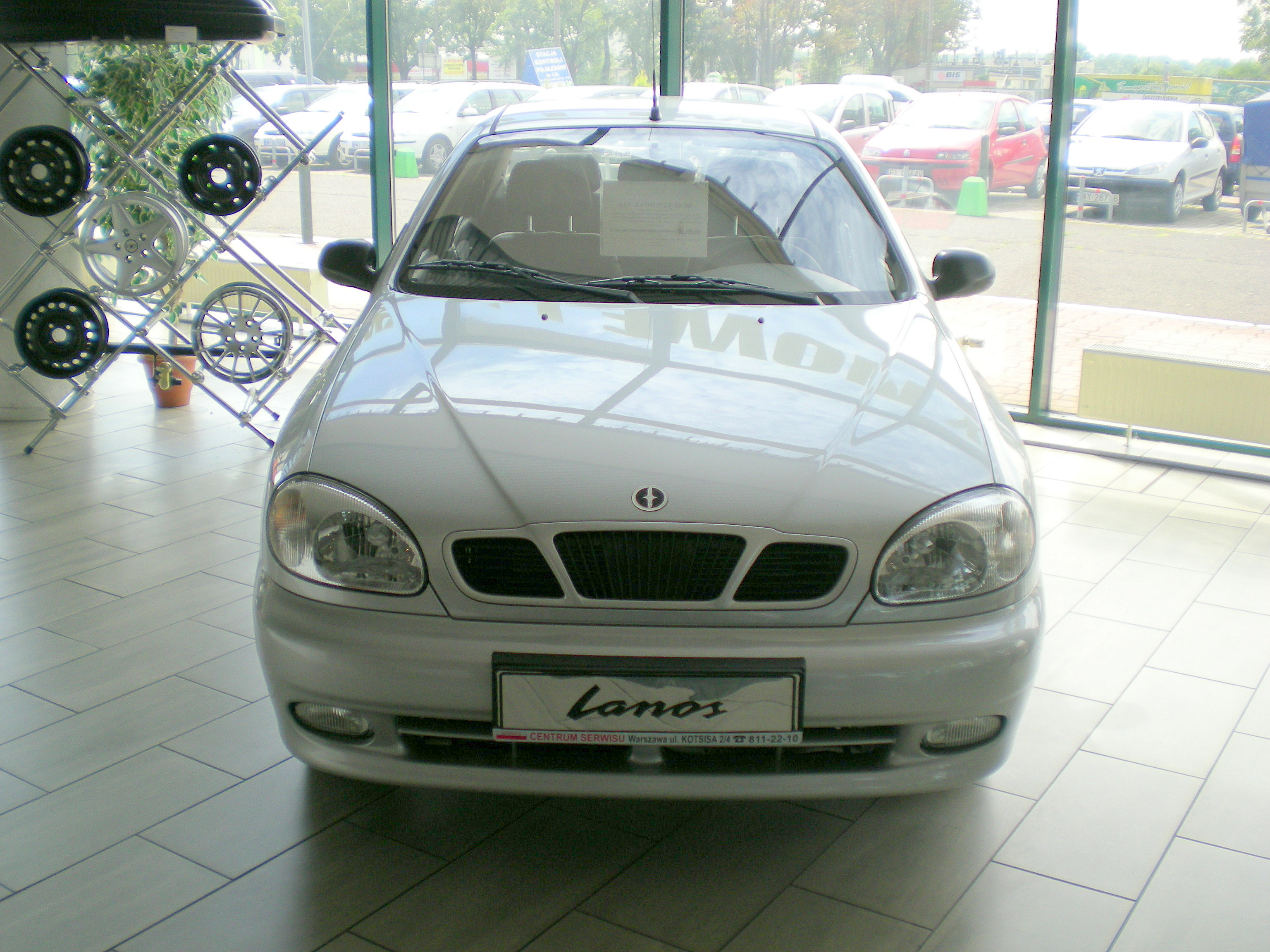
FSO Lanos Plus (T100) (2007—2008)

Сначала Daewoo Lanos выпускались только в Корее. Но уже в том же 1997 году Lanos начал собираться в Польше на заводе «FSO». Узловая сборка Daewoo Lanos в Польше (FSO) началась в сентябре 1997 года, а через год стартовало полномасштабное производство.
В 2004 году руководство FSO и Daewoo приняло решение изменить название модели для польского рынка на FSO Lanos. Первые модели с новым названием отправились в автосалоны в октябре 2004 года. Автомобили комплектовались двигателями 1,4 л 8V и 1,6 л 16V румынского производства, а также 1,5 л 8V корейского. В 2005 году на автомобиль перестали устанавливать двигатель 1,5 л 8V в связи с экономической нецелесообразностью импортирования их из Кореи.
В апреле 2007 года, на польском рынке был представлен FSO Lanos Plus, который был улучшенной версией обычного «Ланоса». С середины 2008 года на польском рынке продаются только Lanos Plus. Производство модели прекратили 3 октября 2008 года; с того момента автомобиль производится только на Украине.

#### Россия
12 сентября 1998 года открылся Таганрогский автомобильный завод, который начал производство корейских автомобилей Daewoo Lanos, Nubira и Leganza под названиями Doninwest Assol, Orion и Kondor соответственно. Автомобили Doninwest Assol являли собой модель Daewoo Lanos T100 седан с корейскими двигателями 1,5 л 86 л. с. и 1,6 л 16v 106 л. с. с 5-ступенчатой МКПП либо 4-ступенчатой АКПП. В 2000 году ТагАЗ свернул производство автомобилей Doninwest Assol, Orion и Kondor в связи с тем, что компания Daewoo не смогла наладить стабильную поставку комплектующих.

## Текущее производство

### Модификации и региональные особенности

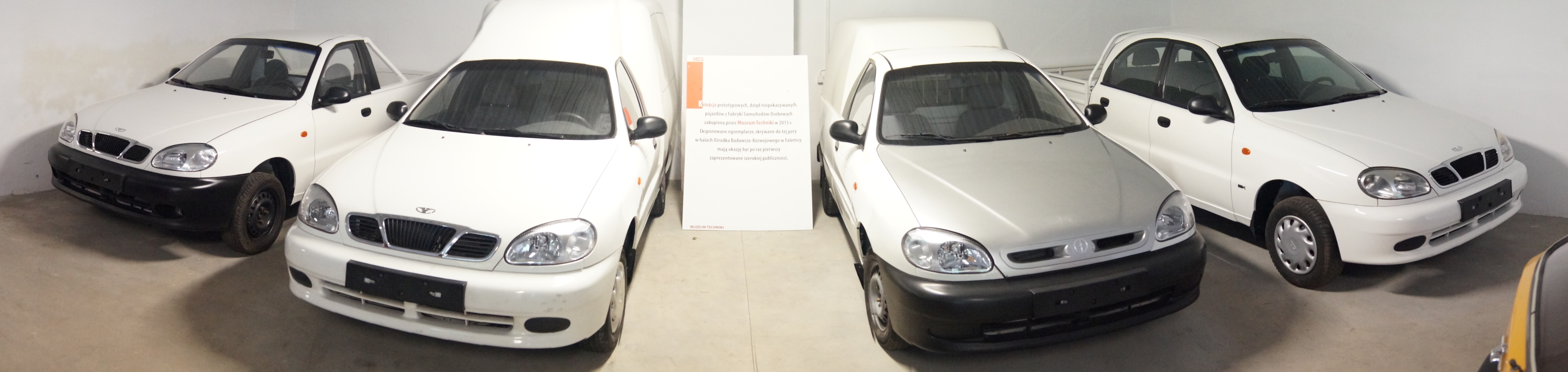
Прототипы коммерческих автомобилей на базе Lanos в музее FSO (базируются на базе Daewoo Lanos T100)

Автомобиль производился с кузовами хетчбэк (до 1 июля 2009 года был доступен только на Украине, также только на Украине выпускался Lanos Pick-Up в кузове фургон) и седан, имел несколько модификаций: S, SE и SX. Базовая комплектация S имела бамперы в цвет кузова, полноразмерное запасное колесо, раскладывающиеся задние сидения в пропорции 60/40, дистанционное открывание багажника и топливного бака (из салона), обогрев заднего стекла, аудиоподготовку (динамики, антенну и всю необходимую проводку), сигнализаторы включённых фар и непристёгнутого ремня безопасности водителя, обивку из ткани Laid, систему выпуска отработавших газов, соответствующую нормам Euro-2. В комплектации SE добавлялся гидроусилитель руля, передние электростеклоподъёмники, фронтальная подушка безопасности со стороны водителя. На версию SX устанавливались передние и задняя противотуманные фары, кондиционер, тахометр и центральный замок.
На базе 3-дверного хетчбэка выпускалась модификация Sport, отличавшаяся дополнительными деталями обвеса, 14-дюймовыми литыми дисками, фонарями и самым мощным в линейке 1,6-литровым 16-клапанным двигателем.
Во Вьетнаме базовой версией являлся Lanos с двигателем 1,4 л (75 л. с.). Для украинского рынка Lanos оснащали двигателями 1,5 л (86 л. с.) и 1,6 л (106 л. с.). Модель с двигателем МЕМЗ-307 Мелитополь объёмом 1,3 л (70 л. с.) появилась на рынке Украины с именем L-1300 и выпускалась под брендом ZAZ Sens. Для СНГ Lanos комплектовали мотором объёмом 1,5 л (86 л. с.). Машины с мотором 1,3 л (70 л. с.) в СНГ официально поставлялись с 2007 года. Кроме того, с 2007 года на авто устанавливали двигатели объёмом 1,4 л (77 л. с.) МЕМЗ-317. Из всех моделей двигателей только двигатели с объёмом 1,6 л являлись 16-клапанными.
Со вхождением Daewoo в концерн General Motors автомобиль также начали продавать под маркой Chevrolet. В Россию официально поставлялись с 2005 года авто под названием Chevrolet Lanos c мотором 1,5 л, всех трёх комплектаций, с механической пятиступенчатой коробкой передач, с 2007 года с мотором 1,3 л в кузове седан. C 1 июля 2009 года Lanos начал поставляться в Россию под названием ZAZ Chance, связано это с тем, что у ЗАЗ истёк контракт с GM DAT на производство и поставку Lanos в Россию под брендом Chevrolet. Импортёром и дистрибутором модели ZAZ Chance в России была компания «Квингруп». На российском рынке была и новая модель — Chance в кузове хетчбэк, который ранее был доступен только на Украине. В сравнимых комплектациях Chance дешевле Lanos в среднем на 10 %.
В конце мая 2007 года на украинском автосалоне SIA’ 2007 Запорожский автозавод показал концептуальный автомобиль Lanos M, который планировали запустить в производство на смену выпускающемуся Lanos в конце 2009 года. Но запуск производства нового автомобиля так и не был осуществлён.
На открывшемся 12 сентября 2008 года «Столичном автошоу» Запорожский автозавод представил экспериментальный ЗАЗ Lanos с китайским двигателем Chery 1,5 л. Двигатель Chery развивает 106 л. с. при 6000 об/мин и обладает крутящим моментом в 140 Нм при 4500 об/мин. С ним Lanos достигает максимальной скорости в 180 км/ч и разгоняется до «сотни» за 13,3 с. Китайский мотор соответствует Евро-3 и имеет возможность модернизации. Новый мотор удалось достаточно компактно разместить в моторном отсеке Lanos и состыковать с агрегатной базой автомобиля. Китайский двигатель — запасной вариант в случае, если румынское предприятие (перешедшее незадолго до этого под контроль Ford) решится снять с производства старый двигатель Daewoo.

В Казахстане с 16 марта 2012 года Chance производит костанайский завод «АгромашХолдинг».

#### L-1300 / Sens

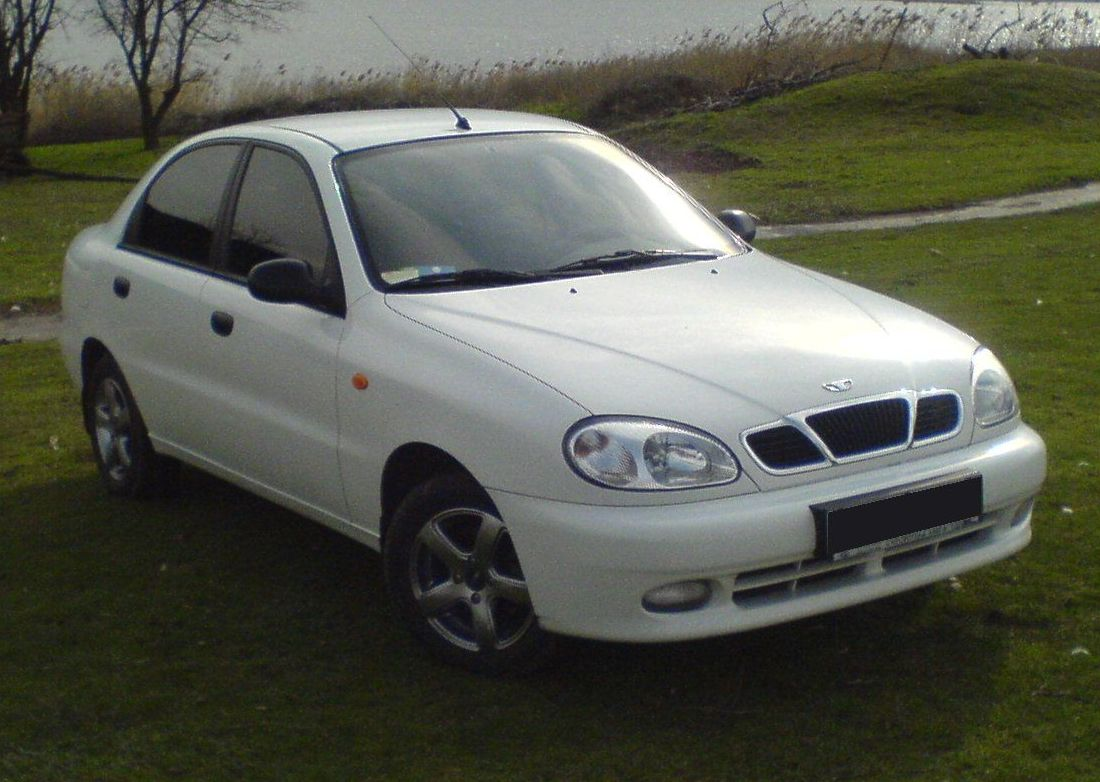
Daewoo Sens (T100) (с 2002)

В 2000 году СП «АвтоЗАЗ-Деу» представило модель Lanos с двигателем и коробкой передач украинского производства. Новый автомобиль был назван Daewoo L-1300. Он был разработан совместно украинскими и корейскими специалистами. Силовой агрегат Мелитопольского моторного завода МЕМЗ-301 объёмом 1,3 л оснащался карбюратором Solex и развивал мощность 63 л. с. при 5500 об/мин. Машина оснащалась 5-ступенчатой механической коробкой передач украинского производства. Модель получила наибольшее распространение в кузове седан.
В 2001 году автомобиль получил новый инжекторный двигатель МЕМЗ-307 объёмом 1,3 л, мощностью 70 л. с. при 5500 об/мин.
В 2002 году по результатам конкурса «Подари машине имя», который проходил с 17 сентября 2001 года по 28 февраля 2002 года (окончательные результаты огласили на автосалоне SIA’2002), автомобиль получил новое имя Daewoo Sens, вместо цифрового обозначения L-1300.
В 2008 году автомобиль получил название ЗАЗ Sens и, вместо двигателя МЕМЗ-307, новый мелитопольский инжекторный двигатель МЕМЗ-317 объёмом 1,4 л и мощностью 77 л. с. с корейской 5-ступенчатой коробкой передач от Lanos.

#### Chevrolet Lanos / ЗАЗ Chance

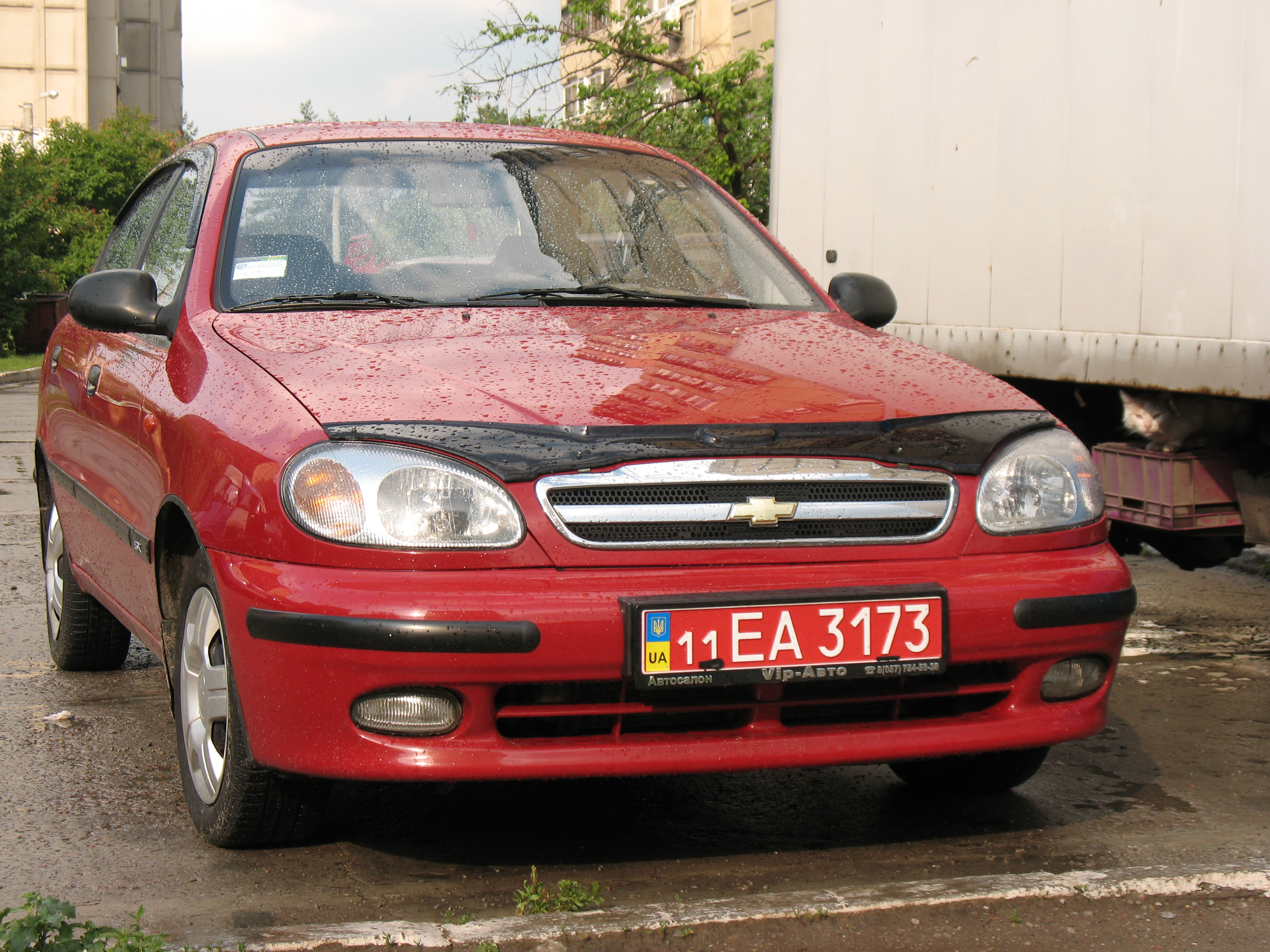
Chevrolet Lanos (T150) (2005—2009) после дождя

В 2005 году началось производство седанов Lanos на ЗАТ «ЗАЗ» для российского рынка. В соответствии с заключёнными в 2005 году контрактами ЗАТ «ЗАЗ» с GM-DAT СНГ, за 5 лет в Россию поставлено 171 793 автомобиля Lanos под брендом Chevrolet. Срок действия контракта закончился 30 июня 2009 года. В Россию Chevrolet Lanos поставлялся исключительно в кузове седан с 1,5 л двигателем мощностью 86 л. с. и механической КПП.
С 1 июля 2009 года в Российскую Федерацию поставляется Lanos через дистрибьюторскую компанию «Квингруп» под брендом ЗАЗ и новой торговой маркой Chance. Автомобили ЗАЗ Chance поставляются с кузовами седан и 5-дверный хетчбэк с двигателями 1,3 л (70 л. с.) и 1,5 л (86 л. с.) и 5-ступенчатой МКПП в различных модификациях.
Стоимость автомобиля в минимальной комплектации в феврале 2011 года составляла 250 000 рублей. Уже в августе, на второй месяц продаж, Chance вошёл в топ-25 самых продаваемых моделей в России, заняв 24-е место, и по итогам второго полугодия с показателем 7344 машины Россия заняла 93 % в экспорте автомобиля. Наряду с Chance продолжалась распродажа остатков «Ланосов», которые перестали поставляться в Россию, и уже в ноябре ZAZ Chance стал популярнее Chevrolet Lanos, превзойдя его по объёму продаж. 9218 новых авто было продано в период с января по июль 2010 года. По итогам июля автомобиль поднялся на 18 место среди самых продаваемых автомобилей на российском рынке.
Всего в 2010 году в России было реализовано 17 537 автомобилей ZAZ Chance, рост продаж составил 139 %.
В 2011 году «КВИНГРУП» планировало реализовать в России 37 000 автомобилей ZAZ Chance и занять около 2 % рынка.
Поставки автомобилей ZAZ Chance на российский рынок завершились в 2013 году. Производство прекращено в ноябре 2017 года.

#### ZAZ Lanos Pick-up

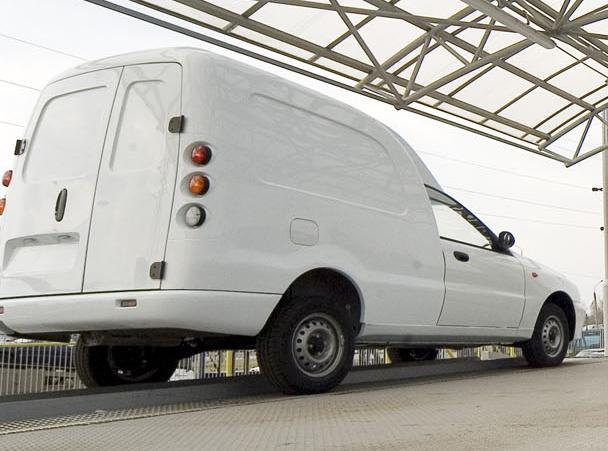
ZAZ Lanos Pick-up (базируется на базе ZAZ Lanos T150) (c 2005)

В 2005 году был представлен фургон Запорожского автомобильного завода ZAZ Lanos Pick-up с оригинальной конструкцией кузова, который состоит из передней части (до средних стоек) и половины базового автомобиля Lanos, трубчатых усиленных панелей и стеклопластикового верха, который закрывает воедино всю конструкцию автомобиля.
На «Столичном Автошоу 2010» осенью 2010 года в Киеве впервые была представлена новая разработка Запорожского автозавода — ZAZ Lanos Pick-up Електро. Lanos-Електро оснащён итальянским электродвигателем 15 кВт и 8-ю аккумуляторами, что позволит автомобилю за один раз без подзарядки проехать ориентировочно 100 км.

#### ЗАЗ Lanos 1.4 SX с автоматической коробкой передач

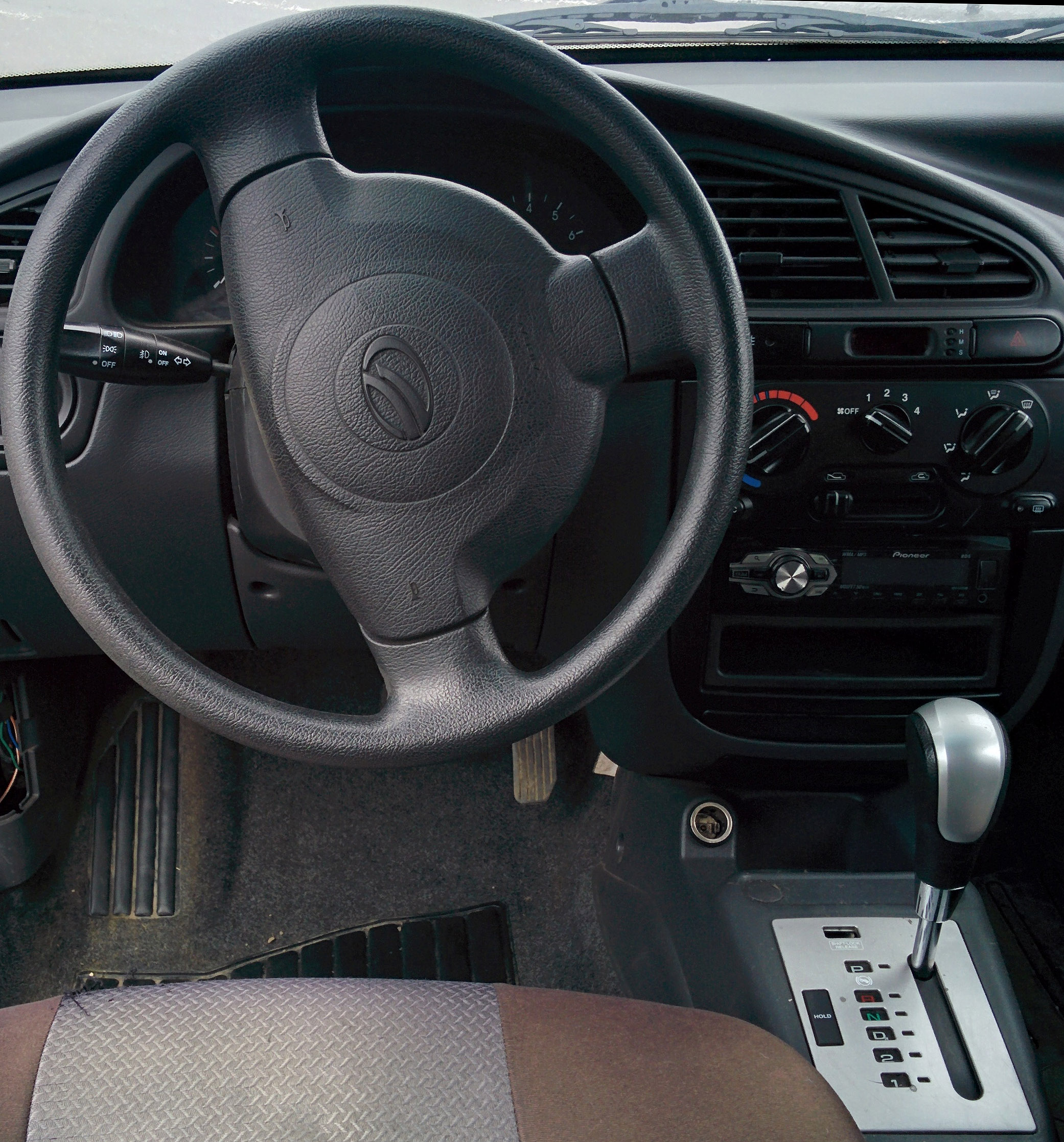
ЗАЗ Lanos Автомат (2011)

В конце декабря 2011 года в продаже на Украине появились первые экземпляры ЗАЗ Lanos с автоматической коробкой передач. Внешне автомобиль абсолютно не изменился. Опознать его можно лишь по шильдику «1,4 SX». Что касается изменений, то автомобиль оснащён новым 1,4-литровым 16-клапанным силовым агрегатом Ecotec F14D4 от General Motors. Этот двигатель успешно используется в таких автомобилях как Chevrolet Aveo и Opel Astra. Специалисты ЗАЗ улучшили двигатель с учётом местных особенностей: доработали механизм регулировки фаз газораспределения на впускном и выпускном распределительном валах, подняли степень сжатия с 9,5 до 10,5 единиц, оптимизировали работу электронного привода дроссельной заслонки. В результате, двигатель может работать на бензине марки АИ-92, а расход топлива на 100 км снизился до 7,9 л в городском цикле.
Кроме того, автомобиль приобрёл 4-ступенчатую гидротрансформаторную автоматическую коробку передач производства японской компании Aisin. КПП имеет шесть режимов работы: паркинг, нейтраль, задняя передача, режим 1 (используется только первая передача), режим 2 (используется первая и вторая передачи), режим D4 (используется весь диапазон передач). Чтобы колёса не буксовали при трогании автомобиля на льду, коробку передач оснастили кнопкой Hold. Также в автомобиле появилась возможность обогревать передние сиденья и боковые зеркала заднего вида. Этот автомобиль стал первым «Ланосом» украинского производства, оснащённый АКПП, а также электрообогревателем передних сидений и боковых зеркал.

## Конструкция автомобиля

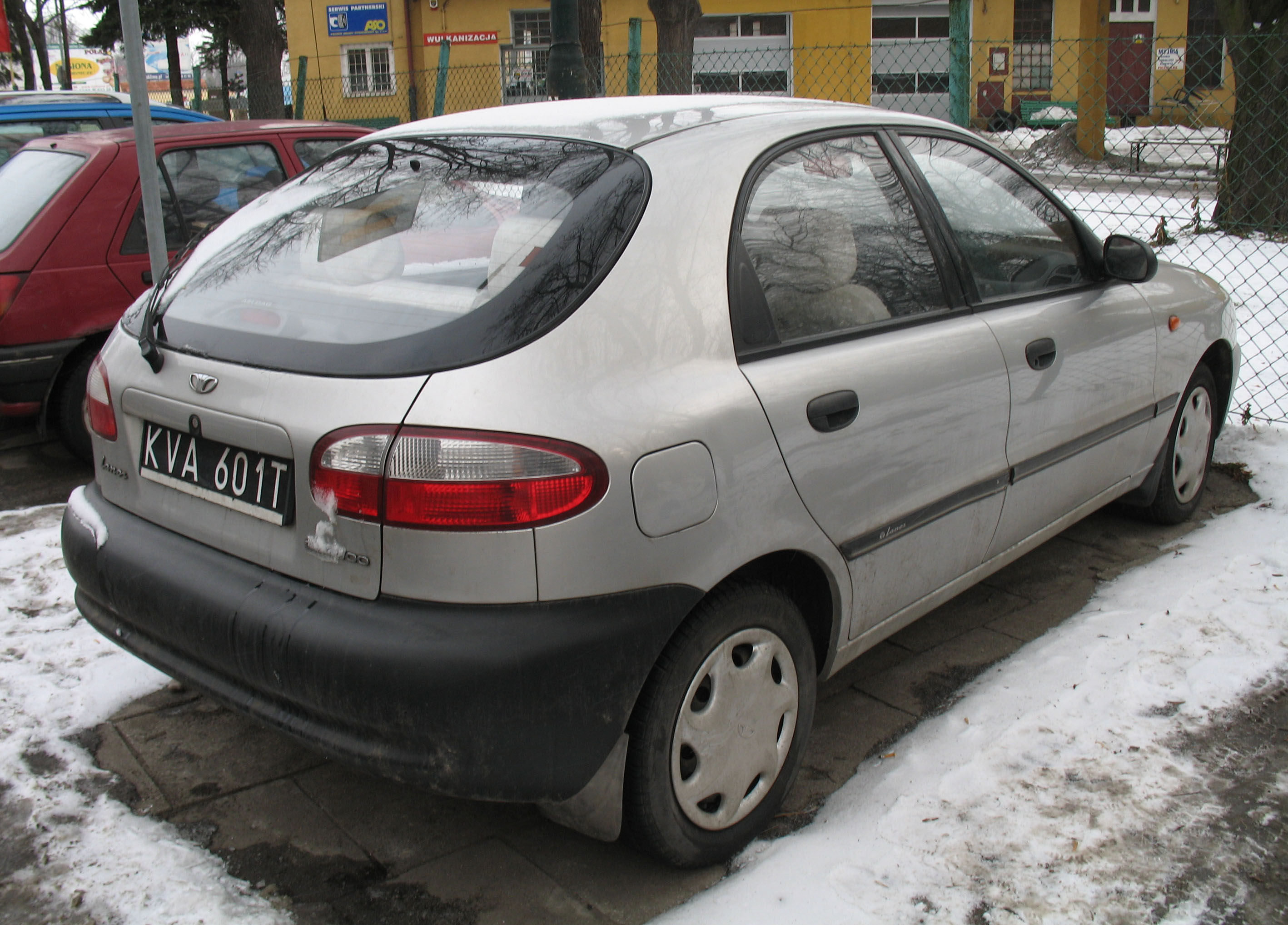
Daewoo Lanos T100 5-дверный хетчбэк польской сборки с неокрашенными бамперами

### Кузов
Кузов Lanos закрытый, цельнометаллический, несущего типа, в трёх вариантах: 4-дверный седан, 3- и 5-дверные хетчбэки, но в Корее ещё мелкими партиями выпускались открытые кузова. Передний и задний бамперы пластмассовые, окрашенные в цвет кузова, однако были версии с неокрашенными бамперами. Длина автомобиля: седан — 4237 мм, хетчбэк — 4074 мм, ширина — 1678 мм, высота — 1432 мм; колёсная база — 2520 мм. Масса снаряжённого автомобиля составляет 1080—1218 кг. Объём топливного бака 48 л.

### Антикоррозийная защита
Для изготовления кузовных деталей используются стальные листы, на которые наносится один из трёх типов защитных покрытий — цинково-никелевое, цинковое и органическое. Тип покрытия выбирается в зависимости от степени контакта отдельных деталей с агрессивной средой. Например, наружные поверхности капота и дверей имеют цинко-никелевое покрытие, а внутренние — цинковое. Днище автомобиля и пороги защищены слоем цинка только снаружи. Передние крылья также имеют только наружный защитный цинко-никелевый слой. У крышки багажника органическое наружное покрытие и цинковое — внутренней стороны. На наружную поверхность боковины нанесён слой органики, а на внутреннюю — цинк. Покрыты слоем цинка и внутренние поверхности силовых элементов — лонжеронов и поперечин моторного отсека, а также щит передка. Вышеуказанными способами от коррозии защищены 83 кузовные детали. Остальные практически не подвергаются воздействию агрессивной среды, поэтому для их защиты применяют только лакокрасочное покрытие.

### Двигатели
В России и Украине наиболее распространён Daewoo Lanos с 1,5-литровыми 8-клапанными двигателями (86 л. с.), реже встречаются 1,6-литровые «16-клапанники» (106 л. с.). Двигатели объёмом 1,4 л (75 л. с.) и 1,5 л с 16-клапанной 2-вальной головкой блока цилиндров (100 л. с.) предназначались для других рынков и в России и на Украине практически не встречаются.
Добавлены двигатели: 1,4-i DOHC 16v (мощность 94 л. с. 70 кВт/5200 rpm) F14D4 от GM ECOTech с Aisin АКПП, инжектор, крутящий момент — 130 Нм/3400 EURO 4, EURO 5 и 1,5-i SOHC 16v (мощность 109 л. с. 80 кВт/6000 rpm) SQR477F (Chery 1,5), инжектор, крутящий момент — 140 Нм/3400 есть регулировка клапанов EURO 3, EURO 4, EURO 5. Все двигатели Lanos — поперечные четырёхцилиндровые с системой попарно-параллельного электронного впрыска. Они в большей степени аналогичны «опелевским» двигателям, применявшимся ещё на Kadett E и Ascona C. Их «минус» — повышенный расход топлива в городском цикле.
На автомобили Sens устанавливают поперечные четырёхцилиндровые 8-клапанные двигатели Мелитопольского моторного завода: карбюраторные 1,3 л, инжекторные объёмом 1,3 л и 1,4 л.
| Модель       | Тип двигателя | Объём    | Система питания | Клапаны/ГРМ | Мощность, об/мин        | Крутящий момент, об/мин | Разгон от 0 до 100 км/ч, секунд | Максимальная скорость, км/ч | Годы выпуска |
| ------------ | ------------- | -------- | --------------- | ----------- | ----------------------- | ----------------------- | ------------------------------- | --------------------------- | ------------ |
| Двигатели Р4 |               |          |                 |             |                         |                         |                                 |                             |              |
| 1,3          | МЕМЗ 301      | 1299 см³ | карбюратор      | 8/SOHC      | 63 л. с. (46 кВт)/5400  | 101 Нм/3000-3500        | 18,6                            | 153                         | 2000—2001    |
| 1,3i         | МЕМЗ 307      | 1299 см³ | инжектор        | 8/SOHC      | 70 л. с. (51 кВт)/5400  | 108 Нм/3000-3500        | 17,0                            | 160                         | с 2001       |
| 1,4i         | МЕМЗ 317      | 1386 см³ | инжектор        | 8/SOHC      | 77 л. с. (56 кВт)/5800  | 113 Нм/3000-3300        | 16,0                            | 162                         | с 2007       |
| 1,4i         | A14SMS        | 1349 см³ | инжектор        | 8/SOHC      | 75 л. с. (55 кВт)/5400  | 115 Нм/3400             | 15,0                            | 166                         | 1997—2008    |
| 1,5i         | A15SMS        | 1498 см³ | инжектор        | 8/SOHC      | 86 л. с. (63 кВт)/5800  | 130 Нм/3400             | 12,5                            | 172                         | с 1997       |
| 1,5i 16V     | A15DMS        | 1498 см³ | инжектор        | 16/DOHC     | 100 л. с. (74 кВт)/5800 | 131 Нм/3400             | 11,8                            | 176                         | 1999—2004    |
| 1,6i 16V     | A16DMS        | 1598 см³ | инжектор        | 16/DOHC     | 106 л. с. (78 кВт)/6000 | 145 Нм/3400             | 11,5                            | 180                         | с 1997       |

#### Спецификации ZAZ Chance
На момент июня 2010 года ZAZ Chance представлен моделями в кузове седан и хетчбэк, в различных комплектациях, с двигателем объёмом 1,3 или 1,5 литра.
| Двигатель                                 | 1,3 (70 л. с.)             | 1,5 (86 л. с.)             |
| ----------------------------------------- | -------------------------- | -------------------------- |
| Тип коробки передач                       | МКПП                       | МКПП                       |
| Норма токсичности                         | Евро3                      | Евро3                      |
| Рабочий объём двигателя, см³              | 1299                       | 1499                       |
| Степень сжатия                            | 9,8                        | 9,5                        |
| Мощность двигателя, кВт, (л. с.)          | 51,5 (70)                  | 63 (86)                    |
| Максимальный крутящий момент, Нм/об. мин. | 107,8/3000-3300            | 130/3400                   |
| Передние тормоза                          | Дисковые вентилируемые     | Дисковые вентилируемые     |
| Задние тормоза                            | Барабанные                 | Барабанные                 |
| Передняя подвеска                         | Независимая типа МакФерсон | Независимая типа МакФерсон |
| Задняя подвеска                           | Комбинированная рычажная   | Комбинированная рычажная   |

### Шасси
Трансмиссия автомобилей выполнена по переднеприводной схеме с приводами передних колёс разной длины. Автомобили оснащены механической пятиступенчатой коробкой передач. Передняя подвеска независимая, рычажно-пружинная типа Макферсон, с гидравлическими телескопическими амортизаторными стойками, витыми пружинами, нижними поперечными рычагами и несущим стабилизатором поперечной устойчивости. Задняя подвеска полунезависимая, рычажно-пружинная с гидравлическими амортизаторами и продольными рычагами, шарнирно закреплёнными на кузове автомобиля и связанными между собой поперечной балкой U-образного сечения. Продольные рычаги соединены с кузовом сайлентблоками. Пружины подвески переменной жёсткости (бочкообразные). Верхние и нижние концы пружин опираются на упругие резиновые прокладки. В балке подвески установлен стабилизатор поперечной устойчивости торсионного типа. Рулевое управление травмобезопасное, с рулевым механизмом типа шестерня-рейка, на часть автомобилей устанавливают гидравлический усилитель. В ступице рулевого колеса в зависимости от комплектации может быть установлена фронтальная надувная подушка безопасности. Рулевой привод состоит из двух рулевых тяг, соединённых шаровыми шарнирами с поворотными рычагами телескопических стоек передней подвески.
Автомобили Daewoo Lanos оборудованы двумя независимыми тормозными системами: рабочей и стояночной. Первая, оснащённая гидравлическим приводом, обеспечивает торможение при движении автомобиля, вторая затормаживает автомобиль на стоянке. Рабочая система двухконтурная, с диагональным соединением тормозных механизмов передних и задних колёс. Один контур гидропривода обеспечивает работу правого переднего и левого заднего тормозных механизмов, другой — левого переднего и правого заднего. При отказе одного из контуров рабочей тормозной системы используется другой контур, обеспечивающий остановку автомобиля с достаточной эффективностью. Тормозной механизм передних колёс дисковый, с плавающей скобой, задних — барабанный, с устройством автоматической регулировки зазоров между тормозными колодками и барабанами. Тормозная система оснащена вакуумным усилителем и регуляторами тормозных сил в гидроприводе. Стояночная тормозная система имеет тросовый привод на тормозные механизмы задних колёс.

### Электрооборудование
На автомобиле применяют электрооборудование постоянного тока номинальным напряжением 12 В. Электрооборудование автомобиля выполнено по однопроводной схеме: отрицательные выводы источников и потребителей электроэнергии соединены с «массой», которая выполняет функцию второго провода. В свою очередь, роль «массы» выполняет кузов автомобиля. Питание потребителей осуществляется от аккумуляторной батареи (при неработающем двигателе) и генератора (при работающем двигателе). Аккумуляторная батарея типа 6СТ-55А ёмкостью 55 ампер-часов.

## Безопасность
По результатам краш-теста, проведённого в 1998 году по методике Euro NCAP, Daewoo Lanos Т100 получил неполные три звезды за безопасность, что было весьма неплохим результатом по сравнению с автомобилями других производителей в то время. При этом за защиту пассажиров автомобиль получил 17 баллов, а за защиту пешеходов 15 баллов.
По результатам краш-теста, проведённого в 2006 году редакцией газеты Авторевю по методике ARCAP, Chevrolet Lanos Т150 украинского производства набрал 10,5 балла из 16 возможных за фронтальный удар (пересчитанный рейтинг ARCAP составил 8,1 балла) и получил 2 звезды из четырёх за безопасность, что также неплохой результат, особенно по сравнению с другими автомобилями производства СНГ и Китая.

## Обзоры и оценки
История автомобиля очень длительная, поэтому проводилось множество тестов разных модификаций модели в разное время и разными изданиями. Так, один из первых российских отзывов на Daewoo Lanos корейской сборки был написан в 1997 году Игорем Твердуновым в журнале «За рулём». Из плюсов автор выделил современную на тот момент внешность; удобное, просторное рабочее место водителя; умеренную цену; достаточные (для своего класса) возможности двигателя. Минусы Твердунов увидел следующие: скромный объём багажника, тесное заднее сиденье; некомфортная подвеска; блики на комбинации приборов; шум панелей салона.
Через некоторое время после запуска производства автомобиля в Корее, он начал собираться и в других странах. В том числе в России и на Украине. Анатолий Фомин и Юрий Нечетов в 1999 году так охарактеризовали Донинвест Ассоль из Таганрога с автоматической коробкой передач: «Хоть и набило оскомину определение „типично женский автомобиль“, но трудно точнее охарактеризовать „Ассоль“ с „автоматом“ — неохотно разгоняется, прекрасно тормозит и при этом обладает достаточно милой внешностью „плюшевого мишки“».
В том же году оценке экспертов издания «За рулём» подвергся 3-дверный хетчбэк Daewoo Lanos украинской сборки. Анатолий Фомин отметил, что по качеству сборки и окраски украинский аналог ничем не отличается от корейского. Автор также указывает на высокий уровень стандартного оснащения «Ланоса», жёсткую короткоходную подвеску, достаточно хорошую управляемость и не особо резвый двигатель (который, тем не менее показал себя честным тружеником). В итоге, Фомин резюмирует: «Украинцы получили вполне современный, хотя и не слишком дешёвый автомобиль, совсем не похожий на героя анекдотов — „запора“».
С течением времени автомобиль практически не менялся, а потребности, мода, вкусы и требования менялись, поэтому изменялись и мнения об автомобиле, который был подвергнут небольшому рестайлингу и в России стал продаваться под названием Chevrolet Lanos. Именно этот вариант автомобиля получил наибольшее распространение в России. В 2006 году Сергей Канунников оценил обновлённый автомобиль, сказав, что «минимализм „Ланоса“ устроит, прежде всего, тех, для кого украинский „шевроле“ может стать первой в жизни иномаркой», из плюсов отметив неплохую динамику, приличное качество сборки, просторный багажник и невысокую цену, а из минусов выделив тесный салон, плохую реакцию на действия рулём и отсутствие на тот момент вариантов комплектации.
Автомобиль также тестировался в длительной эксплуатации. Сергей Клочков отметил экономичность автомобиля: «Стоимость 1 км составила 3,05 рубля. Ест, как мышка, а работает, как вполне солидный представитель автомобильной фауны». В данном случае автомобиль проехал всего 46 000 км. После 75 000 км пробега «Ланос» испытывал в работе Игорь Козлов. Результаты гласят, что на содержание и ремонт автомобиля, который прошёл 150 000 км за пять лет (без учёта расходов до пробега в 75 000 км и с вычетом денег, вырученных от его продажи), включая расходы на бензин, было потрачено 404 560 рублей, из чего можно сделать вывод, что стоимость одного километра, после преодоления планки в 75 000 км пробега, выросла до 5,39 рубля. В итоге, средняя оценочная стоимость одного километра за пять лет эксплуатации автомобиля составила 4,22 рубля.
С 1 июля 2009 года автомобиль на российском рынке стал продаваться как ZAZ Chance. Его и оценили Алексей Сергеев и Павел Леонов. Первый оценил 5-дверный хетчбэк с мотором 1,3 л, преимуществами назвав низкую цену, тяговитый мотор и достаточно комфортабельную подвеску, а к недостаткам отнеся нестабильность качества сборки, крайне нечёткую коробку передач, отсутствие подушек безопасности и ABS, а также неудобства посадки для водителей выше среднего роста.
Леонов оглядел критическим взглядом все модификации «Шанса», отметив изменения по сравнению с Шевроле Ланос: «Увидел изменения в руле — он выглядит странновато и сделан из пластика сомнительного качества. И появилась серебристая накладка на передней консоли». Также эксперт описал впечатления от динамических характеристик: «„Шанс“ поехал достаточно бодро. Не сказать, что мы помчались, однако в городском потоке и такого темпа достаточно… Озадачила коробка передач: переключения потребовали усилий, к тому же сразу поймать третью никак не удавалось. Причём не только мне — каждому из нашей пятёрки, кто садился за руль. Правда, с этим столкнулись только в наименее мощной версии».
Эксперты и корреспонденты издания «Авторевю» также оценили автомобиль, а именно пятидверный хетчбэк ZAZ Chance 1,3 с 70-сильным двигателем МеМЗ-307 Мелитопольского моторного завода. Оценку автомобилю дали 9 экспертов. Отзывы были по большей части отрицательными. А Сергей Знаемский и вовсе написал: «Chance — это ЗАЗ. Помните анекдот про АвтоВАЗ и заколдованное место? Видимо, так и в Запорожье: получаются только Запорожцы. Даже вазовская „классика“ способна зажечь во мне искру драйва, соблазнить, пробудить желание водить, наслаждаться автомобилем. А ЗАЗ это желание убивает. „Первый раз“ грозит обернуться психологической травмой, после которой можно уже никогда не захотеть садиться за руль. Слава Богу, у меня в своё время такого шанса не было». Другие отзывы были менее категоричными, в них авторы выделяли как плюсы, так и минусы.

## Продажи

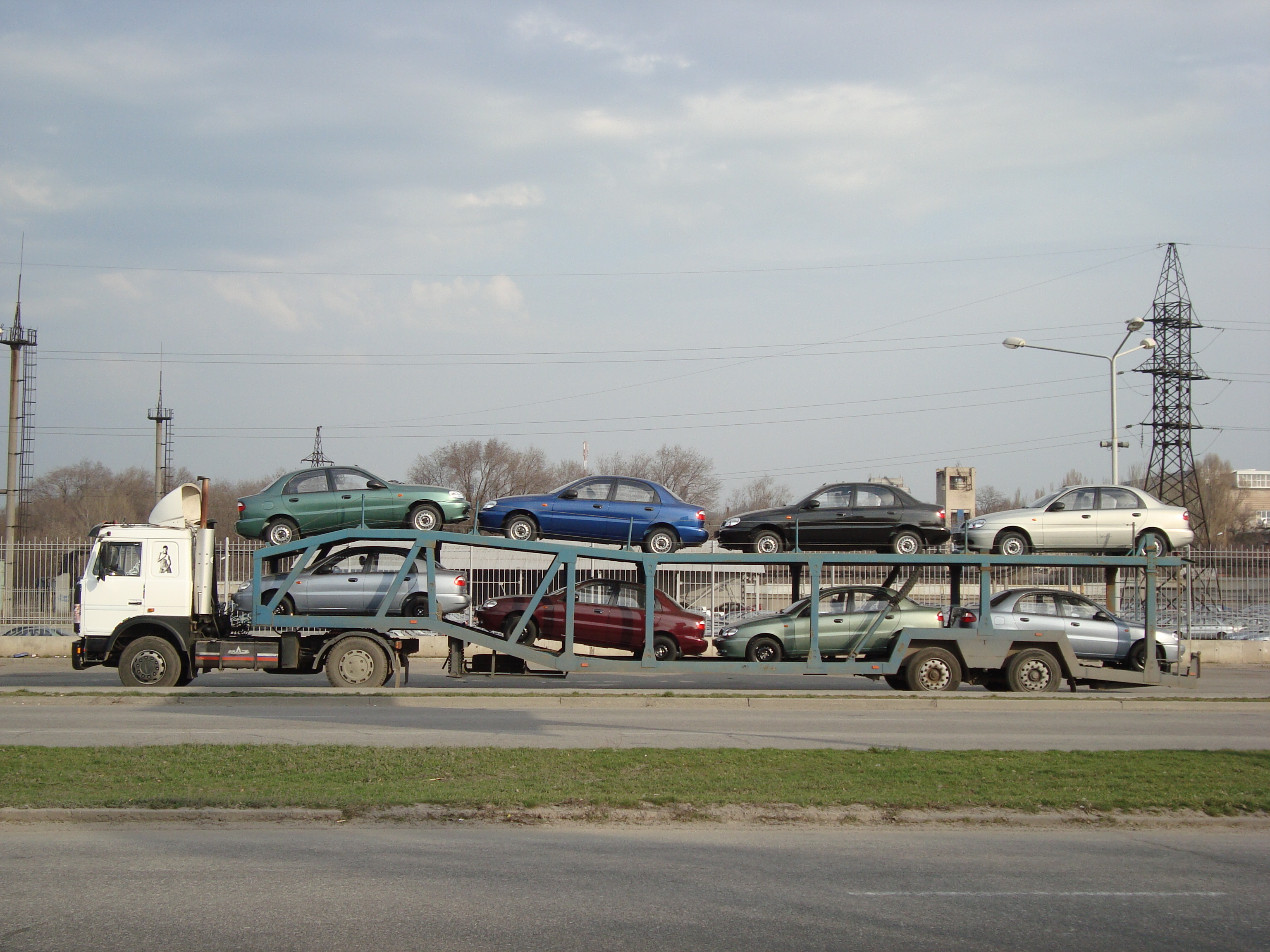
Daewoo Lanos (Т100) (на автовозе) производства «ЗАЗ» («Укравто»)

Daewoo Lanos в 1997—2002 годах продавался практически по всему миру. Изначально автомобиль собирался только в Южной Корее, а позже во Вьетнаме — собранные в этих двух странах автомобили предназначались преимущественно для азиатского рынка. В дальнейшем возникла перспектива расширения географии сбыта. В компании Daewoo предполагали, что основным рынком сбыта станут страны Восточной Европы, для чего была организована сборка «Ланосов» на Украине, в Польше и России. Часть автомобилей экспортировалась в Западную Европу, а также в Австралию и Северную Америку. После прекращения производства, поочерёдно, сначала в России, затем в Южной Корее, а в 2008 году и в Польше, география сбыта сильно сократилась.
Автомобили, собранные в Запорожье, продавались на внутреннем рынке, а также экспортировались в Россию, Казахстан, Беларусь, Азербайджан и Сирию, а запасные части экспортировались в те же страны и в Египет, где модель выпускается для африканского рынка.
Модель Daewoo Lanos (ZAZ Lanos/Sens/Chance) c 2006 года и по сентябрь 2010 года являлась лидером по количеству проданных новых автомобилей на украинском рынке легковых автомобилей.
| Страна  | Календарный год | Календарный год | Календарный год | Календарный год | Календарный год | Календарный год    | Календарный год | Всего |
| Страна  | 2006            | 2007            | 2008            | 2009            | 2010            | 2011               | 2012            | Всего |
| ------- | --------------- | --------------- | --------------- | --------------- | --------------- | ------------------ | --------------- | ----- |
| Россия  | 37 216          | 57 902          | 49 284          | 23 170          | 17 537          | планируется 37 000 |                 |       |
| Украина | 44 514          | 61 408          | 56 725          | 8572            | 8251            | 16 240             | 12 022          |       |

### Производители
- АвтоЗАЗ-Мотор
- ЗАО «ЗАЗ»
- Тест-драйв ЗАЗ Lanos с «автоматом»

### Сравнение с другими автомобилями
- Тест Renault Logan, Lada Kalina, Lada 110, Daewoo Nexia, Chevrolet Lanos. Сделано в СССР
- Блицтест Lada Priora, Chevrolet Lanos: Кредит доверия
- Chevrolet Lanos, ZAZ Chance: Engine или двигун
- ZAZ Chance, LADA Kalina: Продаётся славянский шкаф